# Aleksej Nikolaevič Sacharov
Aleksej Nikolaevič Sacharov (17 aprile 1934 – Mosca, 23 gennaio 1999) è stato un regista sovietico.

## Filmografia parziale

### Regista
- Snežnaja skazka (1959)
- Kollegi (1962)
- Čistye prudy (1965)
- Morskie rasskazy (1967)
- Slučaj s Polyninym (1970)
- Čelovek na svoёm meste (1972)
- S vesel'em i otvagoj (1973)
- Baryšnja-krest'janka (1995)